# Krwawa niedziela na Wołyniu

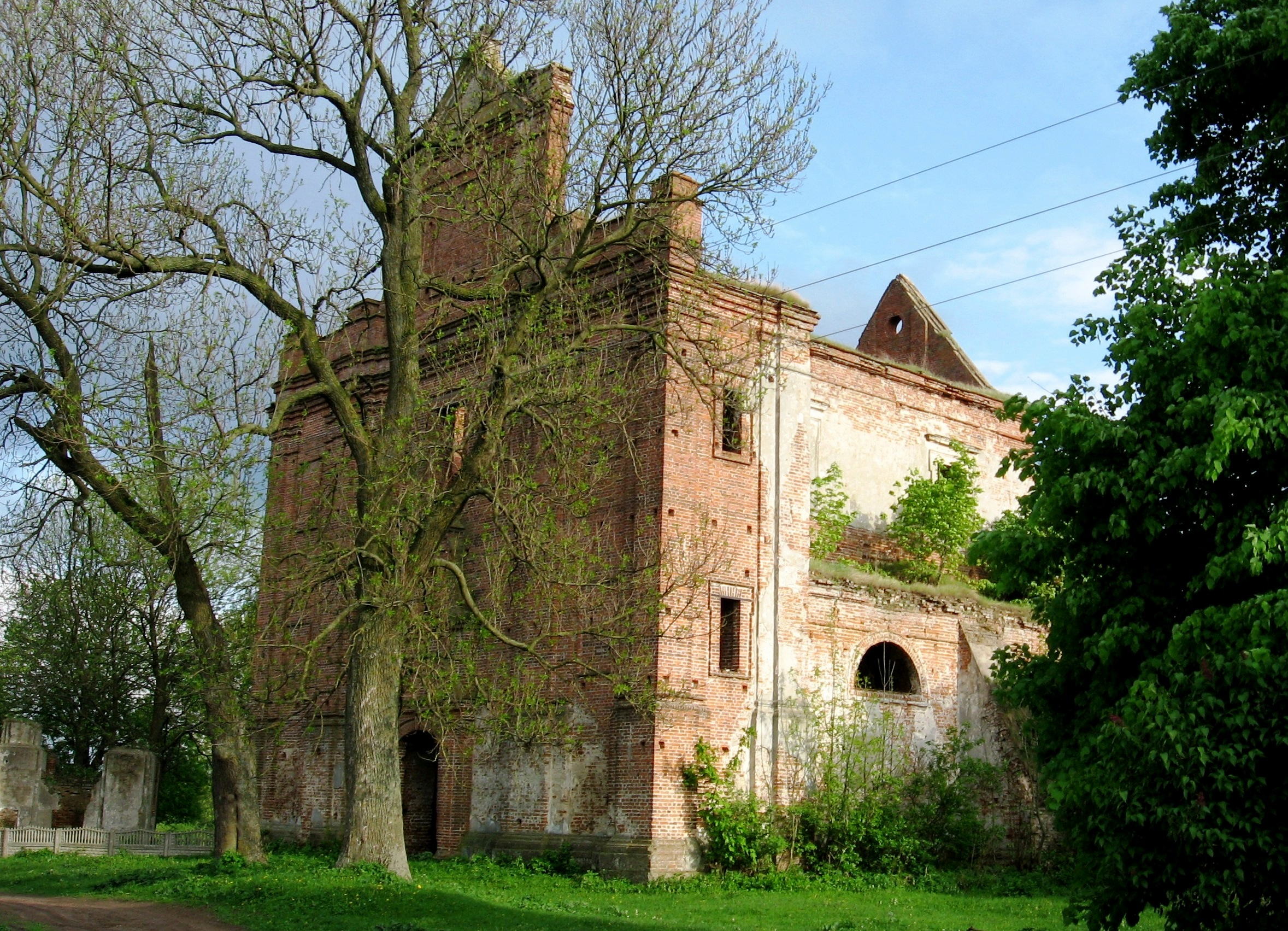
Ruiny kościoła w Kisielinie, gdzie doszło do jednej ze zbrodni 11 lipca 1943

Krwawa niedziela na Wołyniu – 11 lipca 1943 roku, punkt kulminacyjny rzezi wołyńskiej, akcja masowej eksterminacji polskiej ludności cywilnej na Wołyniu przez Organizację Ukraińskich Nacjonalistów Stepana Bandery (OUN-B), Ukraińską Powstańczą Armię (UPA) oraz ukraińską ludność cywilną. Tego dnia zaatakowano w 99 miejscowościach, głównie w powiatach włodzimierskim i horochowskim. W następnych dniach masakry były kontynuowane.

## Rzeź wołyńska
Od lutego 1943 roku OUN-B oraz jej zbrojne ramię – UPA przystąpiły do ataków na ludność polską na Wołyniu. Do lipca 1943 siły zbrojne nacjonalistów ukraińskich, znajdujące się w fazie tworzenia i konsolidacji, były zdolne do przeprowadzania akcji w ograniczonym zakresie, głównie na wschodzie Wołynia (szczególną aktywnością w wyniszczaniu Polaków wykazywali się tam dowódcy Iwan Łytwynczuk ps. „Dubowyj” i Petro Olijnyk ps. „Enej”). W maju-czerwcu 1943 roku w dowództwie UPA zaczął dojrzewać plan jednoczesnego uderzenia na polskie osady i masowej eksterminacji Polaków na Wołyniu. Sprzyjało temu przeprowadzone przez banderowców zjednoczenie ukraińskich oddziałów partyzanckich o różnej proweniencji (bulbowców, melnykowców), często siłą, i okrzepnięcie oddziałów UPA.
Jak twierdził dowódca okręgu „Turiw” Jurij Stelmaszczuk ps. „Rudyj” w zeznaniach złożonych po wojnie wobec NKWD po aresztowaniu, w czerwcu 1943 dowódca UPA Dmytro Klaczkiwski ps. „Kłym Sawur” wydał rozkaz eksterminacji Polaków na Wołyniu.

W czerwcu 1943 roku spotkałem się w lesie kołkowskim z Kłymem Sawurem oraz z zastępcą przedstawiciela sztabu głównego dowództwa, z Andruszczenką. Sawur dał mi rozkaz wymordowania wszystkich Polaków w okręgu kowelskim

Do tego czasu, tj. do końca czerwca 1943 r. oddziały ukraińskich nacjonalistów zabiły na Wołyniu 9-15 tysięcy Polaków.

### Przygotowania do „krwawej niedzieli”
Pierwszy lipcowy numer gazety UPA „Do zbroji” zapowiadał „haniebną śmierć” wszystkim Polakom, którzy zostaną na Ukrainie.
Plany UPA zakładały objęcie akcją eksterminacyjną jak największej liczby miejscowości, by zaskoczyć Polaków i nie dopuścić do podjęcia przez nich obrony. Akcję w powiecie włodzimierskim poprzedziła koncentracja oddziałów UPA w lasach zawidowskich. Na cztery dni przed rozpoczęciem akcji agitatorzy, którzy przybyli z Małopolski Wschodniej, odbyli we wsiach ukraińskich spotkania, na których przekonywali ludność o konieczności wymordowania Polaków. Aby Polacy nie nabrali podejrzeń, dwa dni przed masakrą rozprowadzono ulotki nawołujące Polaków do zjednoczenia się z Ukraińcami w walce z Niemcami i Sowietami.
Na dzień rozpoczęcia akcji wybrano niedzielę, by móc zaskoczyć jak największą liczbę Polaków w kościołach. Było to popularne prawosławne święto Piotra i Pawła.
Na początku lipca 1943 polskie podziemie podjęło próbę negocjacji z OUN-B w celu powstrzymania fali mordów. Wstępne rozmowy z lokalnym dowódcą SB OUN Szabaturą przeprowadzono w okolicach Świnarzyna 7 lipca 1943 roku. Na następne spotkanie w dniu 10 lipca 1943 udała się delegacja z pełnomocnikiem Okręgowej Delegatury Zygmuntem Rumlem ps. „Krzysztof Poręba” na czele oraz przedstawicielem Okręgu Wołyńskiego AK Krzysztofem Markiewiczem ps. „Czort” i woźnicą Witoldem Dobrowolskim. Markiewicz znał Szabaturę z czasów szkolnych; w geście dobrej woli Polacy zrezygnowali ze zbrojnej obstawy. Po przybyciu na miejsce spotkania (wieś Kustycze) wszyscy trzej zostali przez Ukraińców aresztowani i zabici, prawdopodobnie poprzez rozerwanie końmi.

## Masakry 11 lipca
W nocy z 10 na 11 lipca 1943 oddziały UPA przy wsparciu chłopstwa ukraińskiego zmobilizowanego w tzw. Samoobronnych Kuszczowych Widdiłach przystąpiły do skoordynowanego ataku na miejscowości, w których żyli Polacy, głównie w powiatach włodzimierskim i horochowskim, a także kowelskim. Jednej z pierwszych masakr dokonano w Dominopolu, rozstrzeliwując przy okazji współpracujący dotąd z UPA oddział partyzancki Stanisława (Celestyna?) Dąbrowskiego. Sprawcy (przypuszczalnie upowcy zahonu „Sicz” Antoniuka) zabili około 220 Polaków. Około godziny 2:30 UPA napadła na Gurów, zabijając 200 Polaków. Pół godziny później ci sami sprawcy przeszli do Wygranki, gdzie zamordowali 150 osób.
Oprawcy działali w wyspecjalizowanych grupach – jedne pododdziały otaczały wieś kordonem, inne zajmowały miejscowość, gromadziły ofiary w jednym miejscu i dokonywały masakry. Oczyszczaniem terenu z niedobitków oraz grabieżą zajmowali się ukraińscy chłopi. Oddziały UPA po dokonaniu masakry w jednym miejscu szybko udawały się do następnej osady, którą zamierzano wymordować.
W kilku przypadkach (Chrynów, Krymno, Kisielin, Poryck, Zabłoćce) dokonano zbrodni na Polakach zebranych na mszy w kościele. W Chrynowie zamordowano 150 osób, w Krymnie 40, w Porycku 200, a w Zabłoćcach 76. W Kisielinie zginęło 90 Polaków, lecz część wiernych zdołała zabarykadować się na piętrze plebanii i obronić przed atakami upowców. W wyniku ataków na kościoły zginęło dwóch księży (Józef Aleksandrowicz w Zabłoćcach oraz Jan Kotwicki w Chrynowie), zaś ks. Witold Kowalski z Kisielina został ciężko ranny. Ksiądz Bolesław Szawłowski według sprzecznych relacji zginął także 11 lipca (w kościele w Porycku) lub też został jedynie ranny, a upowcy odnaleźli go i dobili dzień później.
Ludność polska ginęła od kul, siekier, wideł, kos, pił, noży, młotków i innych narzędzi zbrodni. Nierzadko zbrodnie były dokonywane ze szczególnym okrucieństwem, ofiary były torturowane. Często polskich zabudowań nie palono od razu, lecz dopiero po kilku dniach, by w tym czasie schwytać i zabić ewentualnych niedobitków, którzy powróciliby do swoich domów.
Grzegorz Motyka pisze, że 11 lipca 1943 oddziały UPA zaatakowały 99 miejscowości, w których żyli Polacy. Timothy Snyder podaje, że „od wieczora 11 lipca 1943 r. do rana 12 lipca” UPA zaatakowała w 167 miejscach. 12 lipca UPA zaatakowała 50 miejscowości. Ataki były kontynuowane w dniach następnych. W całym lipcu 1943 celem napadów stało się 520 wsi i osad, zamordowanych zostało około 10-11 tysięcy Polaków.
Grzegorz Motyka uważa, że 11 lipca 1943 był dla Polaków jednym z najtragiczniejszych dni II wojny światowej.

## Ataki przeprowadzone 11 lipca 1943 roku według Władysława i Ewy Siemaszków[9]
| Powiat        | Gmina                       | Miejsce zbrodni                             | Liczba zamordowanych | Uwagi                                                                                           |
| ------------- | --------------------------- | ------------------------------------------- | -------------------- | ----------------------------------------------------------------------------------------------- |
| horochowski   | Chorów                      | Bakonówka                                   | ponad 21             | Spalono wiele gospodarstw.                                                                      |
| horochowski   | Chorów                      | majątek Janin                               | około 50             | Z Janina sprawcy udali się do Zamlicz.                                                          |
| horochowski   | Chorów                      | Piatykory                                   | 3                    |                                                                                                 |
| horochowski   | Chorów                      | Zachorów Nowy                               | 30                   | Sprawcą była bojówka SB OUN pod dow. Wasyla Melnyka „Czumaka”                                   |
| horochowski   | Chorów                      | wieś i majątek Zamlicze                     | 118                  | Osobny artykuł: Zbrodnia w Zamliczach .                                                         |
| horochowski   | Kisielin                    | Kisielin                                    | 90                   | Osobny artykuł: Zbrodnia w Kisielinie .                                                         |
| horochowski   | Podberezie                  | Koziatyn                                    | 21                   | 16 zamordowanych na miejscu oraz 5 osób nad granicą z GG.                                       |
| horochowski   | Skobełka                    | Musin (Marianówka)                          | nieznana             | Kolonia została spalona.                                                                        |
| horochowski   | Skobełka                    | stacja kolejowa Zwiniacze                   | 0                    | Pomiędzy 11 a 19 lipca oblegana przez bojówkę upowską, posiadający broń kolejarze obronili się. |
| horochowski   | Świniuchy                   | Bubnów                                      | 7                    | Napad nastąpił w nocy z 10 na 11 lub 12 lipca. Gospodarstwa Polaków zostały spalone.            |
| horochowski   | Świniuchy                   | Liniów                                      | 70                   | Osobny artykuł: Zbrodnie w Liniowie .                                                           |
| horochowski   | Świniuchy                   | Sienkiewicze                                | cała ludność osady   | Napad nastąpił 11 lub 12 lipca.                                                                 |
| horochowski   | nieustalone miejsca powiatu | jedno z nadleśnictw                         | 1                    |                                                                                                 |
| horochowski   | nieustalone miejsca powiatu | jeden z majątków Ledóchowskich              | 2                    |                                                                                                 |
| kowelski      | Krymno                      | Krymno                                      | 40                   | Zabito wiernych zgromadzonych w kaplicy na nabożeństwie.                                        |
| kowelski      | Turzysk                     | Kowalówka                                   | 5                    |                                                                                                 |
| kowelski      | Turzysk                     | Rewuszki                                    | 2                    | Zbrodni dokonano w nocy z 10 na 11 lipca.                                                       |
| łucki         | Silno                       | Antonówka                                   | 4                    |                                                                                                 |
| rówieński     | Korzec                      | Szytnia                                     | 1                    |                                                                                                 |
| rówieński     | Korzec                      | Zabara                                      | 2                    |                                                                                                 |
| włodzimierski | Chotiaczów                  | Brzezina                                    | nieznana             | Zabójstw dokonywano w dniach 11–12 lipca.                                                       |
| włodzimierski | Chotiaczów                  | Bużanka                                     | 14                   |                                                                                                 |
| włodzimierski | Chotiaczów                  | Nowojanka                                   | co najmniej 12       | Spalono zagrody Polaków. Zabójstw dokonywano 11 lub 12 lipca.                                   |
| włodzimierski | Chotiaczów                  | majątek Suchodoły                           | 80                   |                                                                                                 |
| włodzimierski | Chotiaczów                  | wieś Suchodoły                              | nieznana             | Wymordowano większość Polaków.                                                                  |
| włodzimierski | Grzybowica                  | Biskupcze Szlacheckie                       | nieznana             |                                                                                                 |
| włodzimierski | Grzybowica                  | Brzezina                                    | nieznana             |                                                                                                 |
| włodzimierski | Grzybowica                  | Chrynów                                     | 150                  | Osobny artykuł: Zbrodnia w Chrynowie .                                                          |
| włodzimierski | Grzybowica                  | Czerniaków                                  | nieznana             |                                                                                                 |
| włodzimierski | Grzybowica                  | Franopol                                    | 9                    |                                                                                                 |
| włodzimierski | Grzybowica                  | Grzybowica                                  | ponad 34             |                                                                                                 |
| włodzimierski | Grzybowica                  | Gucin                                       | 147                  | Osobny artykuł: Zbrodnia w Gucinie .                                                            |
| włodzimierski | Grzybowica                  | Gurów                                       | 202                  | Osobny artykuł: Zbrodnia w Gurowie .                                                            |
| włodzimierski | Grzybowica                  | Janiewicze                                  | nieznana             | Domy Polaków spalono.                                                                           |
| włodzimierski | Grzybowica                  | Korczunek                                   | nieznana             |                                                                                                 |
| włodzimierski | Grzybowica                  | Kropiwszczyzna                              | ponad 20             |                                                                                                 |
| włodzimierski | Grzybowica                  | Litowież                                    | 1                    |                                                                                                 |
| włodzimierski | Grzybowica                  | Myszów                                      | nieznana             | Ofiary zapędzono do Gucina i tam zamordowano.                                                   |
| włodzimierski | Grzybowica                  | Nowiny                                      | około 80             | Osobny artykuł: Zbrodnia w Nowinach .                                                           |
| włodzimierski | Grzybowica                  | Sądowa                                      | 160                  | Osobny artykuł: Zbrodnia w Sądowej .                                                            |
| włodzimierski | Grzybowica                  | Stasin                                      | 105                  | Osobny artykuł: Zbrodnia w Stasinie .                                                           |
| włodzimierski | Grzybowica                  | Wygranka                                    | 150                  | Osobny artykuł: Zbrodnia w Wygrance .                                                           |
| włodzimierski | Grzybowica                  | Zabołotce (Zabłoćce, Zabłotce)              | 76                   | Osobny artykuł: Zbrodnie w Zabołotcach .                                                        |
| włodzimierski | Grzybowica                  | kolonia Żdżary Duże                         | 51                   |                                                                                                 |
| włodzimierski | Grzybowica                  | wieś Żdżary Duże                            | nieznana             |                                                                                                 |
| włodzimierski | Korytnica                   | kolonia Strzelecka                          | 60                   | Zbrodni dokonano 11 lub 12 lipca.                                                               |
| włodzimierski | Korytnica                   | Turówka                                     | 49                   |                                                                                                 |
| włodzimierski | Korytnica                   | Wydranka                                    | kilkadziesiąt        |                                                                                                 |
| włodzimierski | Mikulicze                   | majątek Biskupicze Górne                    | 70                   | Osobny artykuł: Zbrodnia w Biskupiczach Górnych .                                               |
| włodzimierski | Mikulicze                   | wieś i kolonia Biskupicze Górne             | co najmniej 20       | Osobny artykuł: Zbrodnia w Biskupiczach Górnych .                                               |
| włodzimierski | Mikulicze                   | kolonia Bubnów                              | co najmniej 1        |                                                                                                 |
| włodzimierski | Mikulicze                   | wieś, majątek i stacja kolejowa Bubnów      | 1                    |                                                                                                 |
| włodzimierski | Mikulicze                   | Chobułtowa                                  | ponad 3              |                                                                                                 |
| włodzimierski | Mikulicze                   | Markostaw                                   | 44                   | Zbrodni dokonano 11 lub 12 lipca.                                                               |
| włodzimierski | Mikulicze                   | Mikulicze                                   | 24                   |                                                                                                 |
| włodzimierski | Mikulicze                   | Orlęta                                      | około 50             |                                                                                                 |
| włodzimierski | Mikulicze                   | Sielec                                      | 1                    |                                                                                                 |
| włodzimierski | Mikulicze                   | Wandówka                                    | nieznana             | Zbrodni dokonano 11 lub 12 lipca                                                                |
| włodzimierski | Mikulicze                   | Zygmuntówka                                 | kilkadziesiąt        |                                                                                                 |
| włodzimierski | Poryck                      | Dolinka                                     | nieznana             | Mordów dokonywano 11 lipca lub w dniach następnych.                                             |
| włodzimierski | Poryck                      | Holendernia                                 | 7                    |                                                                                                 |
| włodzimierski | Poryck                      | wieś Iwanicze Stare i kolonia Iwanicze Nowe | ponad 9              |                                                                                                 |
| włodzimierski | Poryck                      | stacja kolejowa Iwanicze                    | nieznana             |                                                                                                 |
| włodzimierski | Poryck                      | Jerzyn                                      | 51                   | Masakry dokonała ta sama bojówka, która mordowała w Porycku.                                    |
| włodzimierski | Poryck                      | Kłopoczyn                                   | 15                   |                                                                                                 |
| włodzimierski | Poryck                      | Lachów                                      | co najmniej 21       |                                                                                                 |
| włodzimierski | Poryck                      | Łysa Góra                                   | 6                    | Zbrodni dokonano 11 lub 12 lipca.                                                               |
| włodzimierski | Poryck                      | Marysin                                     | nieznana             | Polskie zabudowania zostały spalone.                                                            |
| włodzimierski | Poryck                      | Michałówka                                  | 3                    | Zbrodni dokonano 11 lub 12 lipca.                                                               |
| włodzimierski | Poryck                      | Milatyn                                     | nieznana             | Polskie zabudowania zostały spalone.                                                            |
| włodzimierski | Poryck                      | Olin                                        | nieznana             | Mordów dokonywano 11 lipca lub w dniach następnych.                                             |
| włodzimierski | Poryck                      | Orzeszyn                                    | 306                  | Osobny artykuł: Zbrodnia w Orzeszynie .                                                         |
| włodzimierski | Poryck                      | Pawłówka                                    | 10                   |                                                                                                 |
| włodzimierski | Poryck                      | Pelagin                                     | nieznana             | Mordów dokonywano 11 lipca lub w dniach następnych.                                             |
| włodzimierski | Poryck                      | Poryck                                      | 200                  | Osobny artykuł: Zbrodnia w Porycku .                                                            |
| włodzimierski | Poryck                      | Poryck Stary                                | ponad 5              | Mordów dokonywano 11 lipca lub w dniach następnych.                                             |
| włodzimierski | Poryck                      | Przesławicze                                | nieznana             | Mordów dokonywano 11 lipca lub w dniach następnych.                                             |
| włodzimierski | Poryck                      | Romanówka                                   | ponad 15             |                                                                                                 |
| włodzimierski | Poryck                      | Rykowicze                                   | nieznana             | Mordów dokonywano 11 lipca lub w dniach następnych.                                             |
| włodzimierski | Poryck                      | Samowola                                    | nieznana             | Mordów dokonywano 11 lipca lub w dniach następnych.                                             |
| włodzimierski | Poryck                      | Szczeniutyn Duży                            | ponad 3              | Mordów dokonywano 11 lipca lub w dniach następnych. Domy Polaków spalono.                       |
| włodzimierski | Poryck                      | Szczeniutyn Mały                            | nieznana             | Mordów dokonywano 11 lipca lub w dniach następnych.                                             |
| włodzimierski | Poryck                      | Topieliszcze                                | ponad 14             | Mordów dokonywano 11 lipca lub w dniach następnych.                                             |
| włodzimierski | Poryck                      | Witoldów                                    | 6                    |                                                                                                 |
| włodzimierski | Poryck                      | Witoldówka                                  | 0                    | Polacy zdołali zbiec przed napadem                                                              |
| włodzimierski | Poryck                      | Wolica                                      | 14                   |                                                                                                 |
| włodzimierski | Poryck                      | Zaszkiewicze Nowe                           | nieznana             | Mordów dokonywano 11 lipca lub w dniach następnych.                                             |
| włodzimierski | Poryck                      | Zaszkiewicze Stare                          | 5                    |                                                                                                 |
| włodzimierski | Poryck                      | Zawidów                                     | 3                    | Mord odbył się w nocy z 10 na 11 lipca.                                                         |
| włodzimierski | Poryck                      | Zygmuntówka                                 | ponad 1              |                                                                                                 |
| włodzimierski | Werba                       | Dominopol                                   | co najmniej 220      | Osobny artykuł: Zbrodnie w Dominopolu .                                                         |
| włodzimierski | Werba                       | Oseredek Nowy                               | 2                    |                                                                                                 |
| włodzimierski | Werba                       | Piński Most                                 | 29                   |                                                                                                 |
| włodzimierski | Werba                       | Wołczak                                     | 9                    |                                                                                                 |
| włodzimierski | nieustalone miejsca powiatu | jedna z wiosek k. Porycka                   | 4                    |                                                                                                 |
| włodzimierski | nieustalone miejsca powiatu | wieś k. Sądowej                             | 13                   |                                                                                                 |

## Zaprzeczanie zbrodniom
Ukraiński historyk Wołodymyr Wjatrowycz w swojej książce Druga wojna polsko-ukraińska (1942–1947) neguje fakt przeprowadzenia jakiejkolwiek zorganizowanej antypolskiej akcji OUN-B i UPA w dniu 11 lipca 1943. Według niego polskie doniesienia poświadczające ten fakt są niewiarygodne, ponieważ nie znajdują potwierdzenia w dokumentach OUN-B. Wątpliwości Wjatrowycza wzbudza także jakoby „cudownie rosnąca” liczba tych ataków przywoływana w kolejnych publikacjach. Stanowisko to spotkało się z krytyką Andrzeja Zięby, Pera Andersa Rudlinga i Grzegorza Motyki. Ten ostatni skomentował tezy Wjatrowycza następująco:

Autor „Drugiej wojny polsko-ukraińskiej” za rzecz niesłychanie ważną uznaje ustalenie ponad wszelką wątpliwość, ile polskich wiosek zostało zmasakrowanych 11 lipca 1943 roku. Zgadzam się z nim w ocenie wagi tej kwestii, dlatego chętnie podpowiem mu, w jaki sposób może on udowodnić polskim historykom, jak bardzo są oni (w tym także i ja) nierzetelni i megalomańscy, upierając się przy podawanych przez siebie liczbach. W swoich książkach podaję nazwy co najmniej kilkudziesięciu miejscowości wymordowanych tego dnia (w pracy Siemaszków Wiatrowycz zapewne znajdzie przy odrobinie wysiłku pełen wykaz dziewięćdziesięciu dziewięciu napadniętych tego dnia osiedli). Wystarczy tylko udowodnić, że tych konkretnych wiosek nikt nigdy nie wymordował. Kto wie, może te osiedla dalej istnieją? […] Przepraszam, ale brak w dokumentach OUN i UPA szerokiej i pełnej informacji o napadach tego dnia nie jest dla mnie wystarczającym dowodem na to, że dziesiątki świadków cudem ocalałych z rzezi uległo zbiorowemu złudzeniu. Szczególnie, gdy biorę do ręki Litopys UPA i w sprawozdaniu „Z bojów zahonu Siczi” czytam: „11 VII 43 r. na Byskupczyn (Biskupcze) z bojówki nr 6 wyjechało 30 ludzi, żeby prowadzić likwidację seksotów [tajnych współpracowników – przyp. G.M.] rekrutowanych spośród ludności polskiej. Zniszczono około 2000 osób. Po naszej stronie ofiar nie było.”

## Upamiętnienie
W 2013 roku posłowie klubów PiS, PSL, SLD i Solidarnej Polski oraz środowiska kresowe dążyły do ustanowienia 11 lipca Dniem Pamięci Męczeństwa Kresowian.
Uchwałą z dnia 22 lipca 2016 roku Sejm Rzeczypospolitej Polskiej ustanowił 11 lipca Narodowym Dniem Pamięci Ofiar Ludobójstwa dokonanego przez ukraińskich nacjonalistów na obywatelach II Rzeczypospolitej Polskiej.